# Teiche am Langen Weg
Die Teiche am Langen Weg sind ein geschütztes, flächenhaftes Naturdenkmal auf dem Gebiet der Stadt Norden im niedersächsischen Landkreis Aurich in Ostfriesland. Es trägt die Nummer ND AUR 00126.

## Beschreibung des Gebietes
Das am 16. März 1990 ausgewiesene flächenhafte Naturdenkmal liegt in inmitten von landwirtschaftlichen Nutzflächen südlich der Westermarscher Straße und östlich des Langen Weges in Westermarsch I, einem Ortsteil von Norden. Das Feuchtgebiet mit seinen fünf teilweise miteinander verbundenen Stillgewässern ist künstlichen Ursprungs und entstand durch den Abbau von Klei zur Abdeckung des unmittelbar Seedeiches. Heute trennen Erlen und Weiden bewachsene Dämme die einzelnen Wasserflächen. Der Landkreis stellte das Gebiet wegen seiner Bedeutung als Lebensraum für angepasste Tier- und Pflanzenarten der deichnahen Landschaft, wegen seiner Funktion als belebendes Landschaftselement sowie als Zeugnis zur Landschaftsgeschichte unter Schutz. Eine Bestandsaufnahme vorhandener Pflanzen- und Tierarten ist geplant.
Als besondere Gefahren für das Gewässer sieht der Landkreis die Inanspruchnahme durch Freizeitaktivitäten wie Eislaufen und Angeln, den Eintrag von Nährstoffen aus den angrenzenden landwirtschaftlichen Nutzflächen sowie seine Isolierung zu anderen ungestörten Lebensräumen.
Um diesen Gefahren entgegenzuwirken, sollen die angrenzenden landwirtschaftlichen Nutzflächen den Randstreifen am Feuchtgebiet als Pufferstreifen extensiv genutzt werden.